# Vincent Dion Stringer
Pour les articles homonymes, voir Stringer.
Vincent Dion Stringer, né le 17 avril 1965 à Hartford (Connecticut), est un chanteur baryton américain.

## Biographie

### Jeunesse et études
Vient Dion Stringer naît le 17 avril 1965 à Hartford, dans le Connecticut. Il est le fils de Dorothy et Willie Stringer, deux pasteurs gérant le Grand temple de louange biblique, où il s'essaie dans sa jeunesse au gospel. Il fréquente la Weaver High School où il étudie le chant et est encouragé par son mentor, sa professeur de chant Elizabeth Martin. Il est diplômé de l'Eastern Nazarene College où il obtient un Bachelor of Arts, avant d'étudier le chant lyrique au New England Conservatory of Music ainsi qu'à la Longy School of Music. Il en sort avec des diplômes, respectivement en 1987 et 2001.

### Carrière musicale
Vincent Dion Stringer commence sa carrière en 1991 au New England Bach Festival avec la pièce B minor Mass. Il écrit ensuite plusieurs récitals à Boston, au musée Isabella-Stewart-Gardner, à l'African Meeting House et à l'institut Goethe. Il est aussi présent au Marlboro Music Festival. En parallèle de sa carrière musicale qui ne lui rapporte pas assez pour servir de revenu unique, il doit effectuer des travaux à temps partiels, comme faire le ménage, enseigner la musique ou repeindre des maisons.
Il est sur scène à la première de l’opéra de Philip Glass O Corvo Branco/White Raven dirigé pour la mise en scène par Robert Wilson dans le cadre des tournées européennes, dans l’opéra Mahagonny Songspiel de Kurt Weill et Dialogue between Fear and Hope after Death (Dialogus zwischen Furcht und Hoffnung) de Bach, dirigé par Peter Sellars, ainsi que dans les opéras Amy Beach's Cabildo, Hänsel und Gretel d'Humperdinck et, dans le rôle principal, dans le Don Giovanni de Mozart au Jordan Hall.
Vincent Dion Stringer est le fondateur et le directeur artistique du New England Spiritual Ensemble, un groupe de performance vocale basé à Boston, et professeur de chant lyrique à la Phillips Academy d'Andover, dans le Massachusetts. Stringer est également professeur de chant et baryton à l'université d'État Morgan à partir de 2005. À ce poste, il participe, aidé de James Lee III, un autre professeur, à la création de Mother's Lament, une œuvre musicale en plusieurs versets qui dénonce la violence contre les jeunes hommes noirs, inspiré par les récits de mères ayant perdu leurs fils. Cette œuvre vise à offrir une perspective cathartique et à sensibiliser la communauté.
En 2000, Vincent Dion Stringer est choisi par le sénateur Edward Kennedy pour représenter en tant qu’artiste le Massachusetts à l’occasion du Massachusetts State Day, au Kennedy Center à Washington.
Il est félicité par la presse pour ses prestations vocales, notamment par le Boston Globe.